# James Thackara
James Thackara, né le 12 mars 1767 à Philadelphie où il meurt le 15 août 1848 ,, est un graveur américain.

## Biographie
Il est l'élève de James Trenchard, graveur et éditeur de The Columbian magazine, dont il épousa la fille Hannah. Il s'associa, en 1794 à Philadelphie, avec John Vallance (1770-1823).

## Œuvre
Parmi ses œuvres les plus connues, on peut citer ses travaux pour Plan of the city of Washington d'Andrew Ellicott, planches anatomiques de A compendious system of anatomy de Andrew Fyfe (1754-1824), ou encore Carey's American atlas et A General atlas for the present war de Mathew Carey,.